# قطعنامه ۲۰۰۳ شورای امنیت
قطعنامه ۲۰۰۳ شورای امنیت سازمان ملل متحد که در تاریخ ۲۹ جولای ۲۰۱۱ تصویب شد، سندی بین‌المللی دربارهٔ بررسی وضعیت سودان است. این قطعنامه طی نشست ۶۵۹۷ام با ۱۵ رای موافق، ۰ مخالف و ۰ ممتنع تصویب شد.